# Чолаков, Васил
Васил Динчов Чолаков (1828, Панагюриште, Османская империя — 26 октября 1885, там же) — болгарский фольклорист, этнограф, лингвист, издатель, педагог, библиограф

, нумизмат. Деятель Болгарского национального возрождения.

## Биография

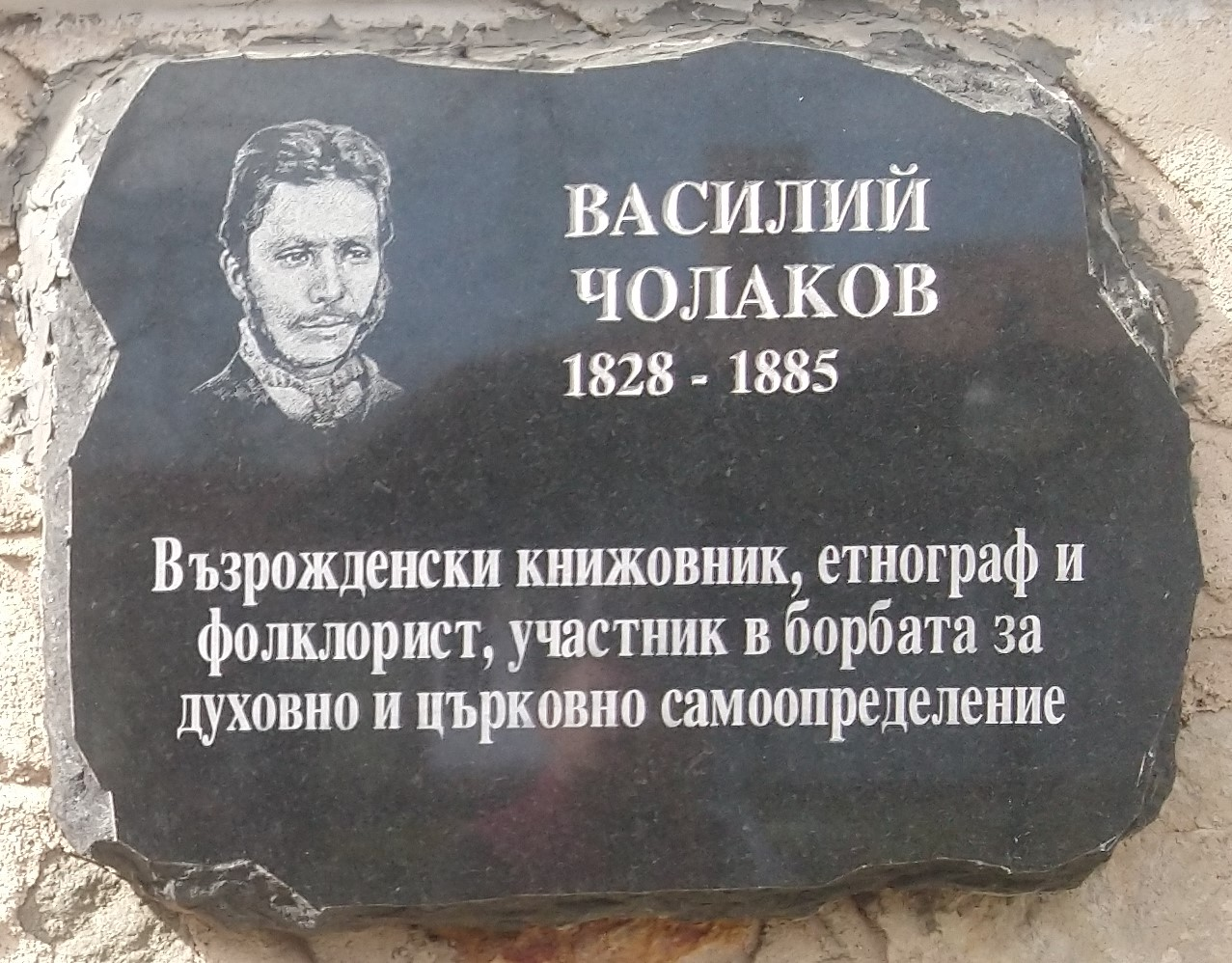
Мемориальная доска Васила Чолакова на здании Исторического музея Панагюриште

В 1838—1843 годах был учеником и послушником Неофита Рильского в Рильском монастыре. Позже окончил греческую среднюю школу в Пловдиве. В 1848—1855 годах обучался в Киевской духовной академии, продолжил учёбу в Московской духовной академии.
Собирал произведений народного творчества болгар (народных песен, сказок, поверий, обычаев и т. д.), некоторые из которых передал в Москве Константину Миладинову, который включил их в сборник «Болгарские народные песни» 1861 года.
После этого активизировал сбор материалов по истории и образу жизни болгар. Покинув Москву в конце 1858 года, Чолаков отправился в турне по Македонии. В 1859 году побывал в Рильском монастыре, где изучал хранящиеся там старинные рукописи, евангелия, биографии и древности, изучал и систематизировал старопечатные книги и собраний рукописей, в результате чего создал каталог сохранившихся рукописей. Здесь В. Чолаков обнаружил две рукописи — панигирицы (одна из них написана в 1479 г.), содержащие оригинальные обширные биографии, поучительные слова, а также послания Патриарха Евфимия, его биографии и другие. Одним из главных достижений В. Чолакова является составленный полный «Каталог рукописей, хранящихся в Рильском монастыре», опубликованный в журнале «Болгарские книги» (1859 г., вып. 21). Ещё одно важное журналистское направление — «Путешествие Василия Чолакова» (газета «Болгария», 1859 г.) — один из первых примеров путевых заметок о болгарском возрождении.
Издал «Блъгарский народенъ Сборникъ» (Белград, 1872), который, несмотря на отсутствие критического отношения издателя к собранному материалу, является важным источником для ознакомления с народной поэзией болгар.
Позже стал монахом в Рильского монастыря под именем Константин Рилец (1875).

## Избранные публикации
- Описание на село Панагюрище / Съставено от В. Чолакова; А издадено от Панагюрското читалище. Печятано у Цариград, 1866.
- Православний глас против протестантскийт прозелитизъм в България / Издава Рилский монастир. Русчюк: В книгопечятницата на Дунавската област, 1869.
- Наръчна книга за различието на протестантското учение от православието / Издава Василий Чолаков. Въ Вена: У печятница Л. Сомер и др., 1870.
- Българский народен сборник: Ч. 1. / Събран, нареден и издаден от Василия Чолакова. Болград: В печатницата на Централното училище, 1872 (2. изд. 2004).